# Le Mac
Le Mac (no Brasil, Aprendiz de Gigolô) é um filme de comédia produzido na França e lançado em 2010, sob a direção de Pascal Bourdiaux.